# Xiangdu
Xiangdu (en chino, 襄都; pinyin, Xiāngdū) es un distrito urbano bajo la administración directa de la Prefectura Xingtai  en la Provincia de Hebei, República Popular China.  Su área es de 223 km² y su población total para 2010 superó los 327 mil habitantes. 

## Administración
Desde julio de 2023, el  Distrito Xiangdu   se divide en pueblos que se administran en 7 subdistritos, 5  poblados y 1 villa.

## Toponimia
llamada originalmente Qiaodong (桥东 'al oriente del puente'), el distrito se estableció en 1980 y recibió su nombre por su ubicación al oriente del paso subterráneo del ferrocarril Beijing-Guangzhou. 
En junio de 2020, Qiaodong pasó a llamarse Xiangdu. El topónimo Xiangdu significa 'la capital de Xiang' y se refiere a que este lugar era la capital del Reino Xiang (襄国) . Durante el período de los Reino Combatientes (475-221 a. C.), el Reino Xiang formaba parte del Estado Zhao, uno de los principales reinos de la época.